# 新寨乡 (新晃县)
新寨乡，是中华人民共和国湖南省怀化市新晃侗族自治县下辖的一个乡镇级行政单位。

## 行政区划
新寨乡下辖以下地区：
飞山村、竹树村、磨寨村、龙寨村、朝阳村、圭界村、八世村、坝坪村、老寨村、老行村、磨溪村、坝马村和新寨村。